# Nova Olinda (kommun i Brasilien, Ceará)
Nova Olinda är en kommun i Brasilien.   Den ligger i delstaten Ceará, i den östra delen av landet, 1 300 km nordost om huvudstaden Brasília. Antalet invånare är 14 256. Arean är 284 kvadratkilometer.
Terrängen i Nova Olinda är huvudsakligen kuperad, men den allra närmaste omgivningen är platt.
Omgivningarna runt Nova Olinda är huvudsakligen savann. Runt Nova Olinda är det ganska glesbefolkat, med 42 invånare per kvadratkilometer.